# アイティーエム証券
アイティーエム証券株式会社（ITM Securities Co., Ltd.）は、かつて東京都中央区に本社を置いていた日本の証券会社。ジェイ不動産証券投資法人の資産保管会社であった。

## 沿革
- 1998年6月 - 設立。
- 2012年
  - 3月23日 - 6カ月間の業務停止命令を受ける[1]。
  - 3月27日 - 社長がAIJ投資顧問（後のMARU）による年金資産消失事件（以下年金資産消失事件）で、衆議院財務金融委員会の参考人招致を受ける。
  - 4月3日 - 社長が年金資産消失事件で、参議院財政金融委員会の参考人招致を受ける。
  - 4月13日 - 社長が年金資産消失事件で、衆議院財務金融委員会の証人喚問を受ける。
  - 6月19日 - 年金資産消失事件で、社長と役員を逮捕。
  - 8月10日 - 金融庁から証券業者としての登録取消処分を受ける[2]。
- 2013年6月28日 - 東京地方裁判所から破産手続開始の決定を受ける[3]。
- 2016年4月12日 - 元社長に対する判決が確定する。
- 2017年4月17日 - 法人格消滅[4]。

## 関連会社
- ITM FINANCE Ltd.（香港）
- 株式会社エンジェルセブン